# Raf Pauwels (redacteur)
Raphael (Raf) Pauwels is een Belgisch voormalige redacteur en journalist.

## Levensloop
Pauwels was aanvankelijk journalist bij Trends. Eind 2002 ging hij als redacteur aan de slag bij Kanaal Z, alwaar hij doorgroeide tot eindredacteur. In 2006 volgde hij Jozef Vangelder op als hoofdredacteur van deze zakenzender, een functie die hij uitoefende tot 2008.
Sinds 2008 is Pauwels in dienst van Flanders Investment and Trade. Eerst in Istanboel als economisch vertegenwoordiger voor Turkije, Georgië en Azerbeidzjan en sinds 2016 in Los Angeles voor de Westkust van de Verenigde Staten.